# Conímbriga
Conímbriga foi uma importante cidade romana da Hispânia, na província imperial da Lusitania, Dada a sua ilustre reputação foi classificada como Monumento Nacional em 1910, sendo actualmente o sítio arqueológico mais visitado em Portugal e o quarto museu em número de entradas vendidas nacionalmente (2023).
Pertencente ao Convento Escalabitano, era servida pela via romana XVI que também conectava as cidades lusitanas de Olissipo, Escálabis e Sélio a Brácara Augusta, na Galécia. A ocupação do lugar remonta aos séculos XII-IX AEC, no assentamento provável de um castro, tornando-se cidade nos finais do séc. I AEC, após a ascensão do imperador Augusto. Continuou habitada, pelo menos, até ao século IX EC.
Sita no município de Condeixa, o Museu Nacional de Conímbriga dista cerca de 2 km da sede do concelho e 16 km de Coimbra, expondo uma ímpar colecção de artefactos provenientes das escavações realizadas desde o século XIX EC.
Actualmente Conímbriga é candidata a Património Mundial da UNESCO em Portugal.

## Percurso da descoberta e reconhecimento
Apesar de ser conhecida a existência de Conímbriga já no século XVI, as primeiras escavações só foram realizadas em 1873, pelo Instituto de Coimbra. Tendo sido alvo de trabalhos arqueológicos em 1889, com o apoio da Rainha D. Amélia, as primeiras sondagens importantes e respectivo estudo científico foram concretizados apenas no ano seguinte.
Em 1929 iniciou-se uma fase primordial na investigação da cidade de Conímbriga, num programa organizado pela Universidade de Coimbra e pela Direção-Geral dos Edifícios e Monumentos Nacionais, tendo as escavações sido dirigidas pelo professor Vergílio Correia. O programa foi concluído em 1944, ano em que a Direcção-Geral dos Edifícios e Monumentos Nacionais iniciou a recuperação e consolidação das estruturas antigas, completada em 1962. Entretanto, em 1953 começaram a ser tratados os mosaicos, sob a coordenação do arqueólogo João Bairrão Oleiro. Oleiro seria ainda responsável pelo lançamento da revista Conimbriga e fundação do Museu Monográfico em 1959 (inaugurado em 1962), e pela contratação de Jorge de Alarcão e Mário de Castro Hipólito em 1963.

### Etimologia
Existem diferentes ensaios teóricos sobre a origem etimológica do nome desta povoação, posto que na documentação medieval surge, principalmente, como Conimbriga, mas também, Conimbrica, Conembriga, Conimbria, Coniumbrica, ou Colimbria, esta última evoluirá para Coimbra. De modo geral é consensual e amplamente divulgada a associação do elemento “briga” (fortaleza, castelo ou altura fortificada) à sua origem céltica e pré-romana.
Existe uma linha de pesquisa que relaciona Conimbriga com Conii, associando-a aos cónios. Ao acrescentar briga, significaria “povoação dos cónios”, contudo cabe salientar que conforme as normas linguísticas seria mais correcto Coniumbriga, Coniobriga ou Coniombriga.
Outros investigadores acreditam que a etimologia de Conimbriga remonta ao antiquíssimo étimo do celta antigo “kon”, que significa “elevado pedregoso”. Referindo-se ao planalto de Conímbriga este lexema, unido a briga, significaria “povoação fortificada num elevado pedregoso” ou “povoação fortificada da colina”.

## História

### Idade do Ferro
Existem evidências arqueológicas do local ter provavelmente sido frequentado na pré-histórica, no entanto, apenas dois artefactos cerâmicos puderam ser datados com exactidão.
A partir da fase final da Idade do Bronze e fase inicial da Idade do Ferro (sécs. VIII a II AEC) existe maior número de evidências arqueológicas que permitem afirmar que a zona foi habitada consistentemente. Entre os materiais encontrados é de destacar um conjunto de vasos, de superfície polida e decorados, classificados como “cerâmica cinzenta de tradição indígena”, técnica que evoluiria mais tarde nas mãos dos artesãos romanos para uma “cerâmica cinzenta fina”. Outros de importância do período do Bronze final são elementos de uma foice, pendentes de adorno pertencentes a colares e uma segunda foice de bronze.

### Antiguidade na época orientalizante
No contexto do Baixo Mondego o sítio arqueológico de Santa Olaia, na Figueira da Foz, é importantíssimo para analisar a presença de achados de tipologia oriental e orientalizante. Este entreposto comercial fenício (presentemente Líbano), de características similares a outros ao longo da costa mediterrânica da Península Ibérica, teria em Conímbriga uma das suas principais relações comerciais pelo que se pode averiguar pelos artefactos recolhidos: fíbulas, braseiros, pratos de pescado, ânforas, e alguns objetos de luxo, tal como um pente de marfim decorado. Mesmo após a extinção de Santa Olaia como entreposto, Conímbriga continuou a importar e exportar, salientando o seu papel político e social para além do económico.

### A conquista romana

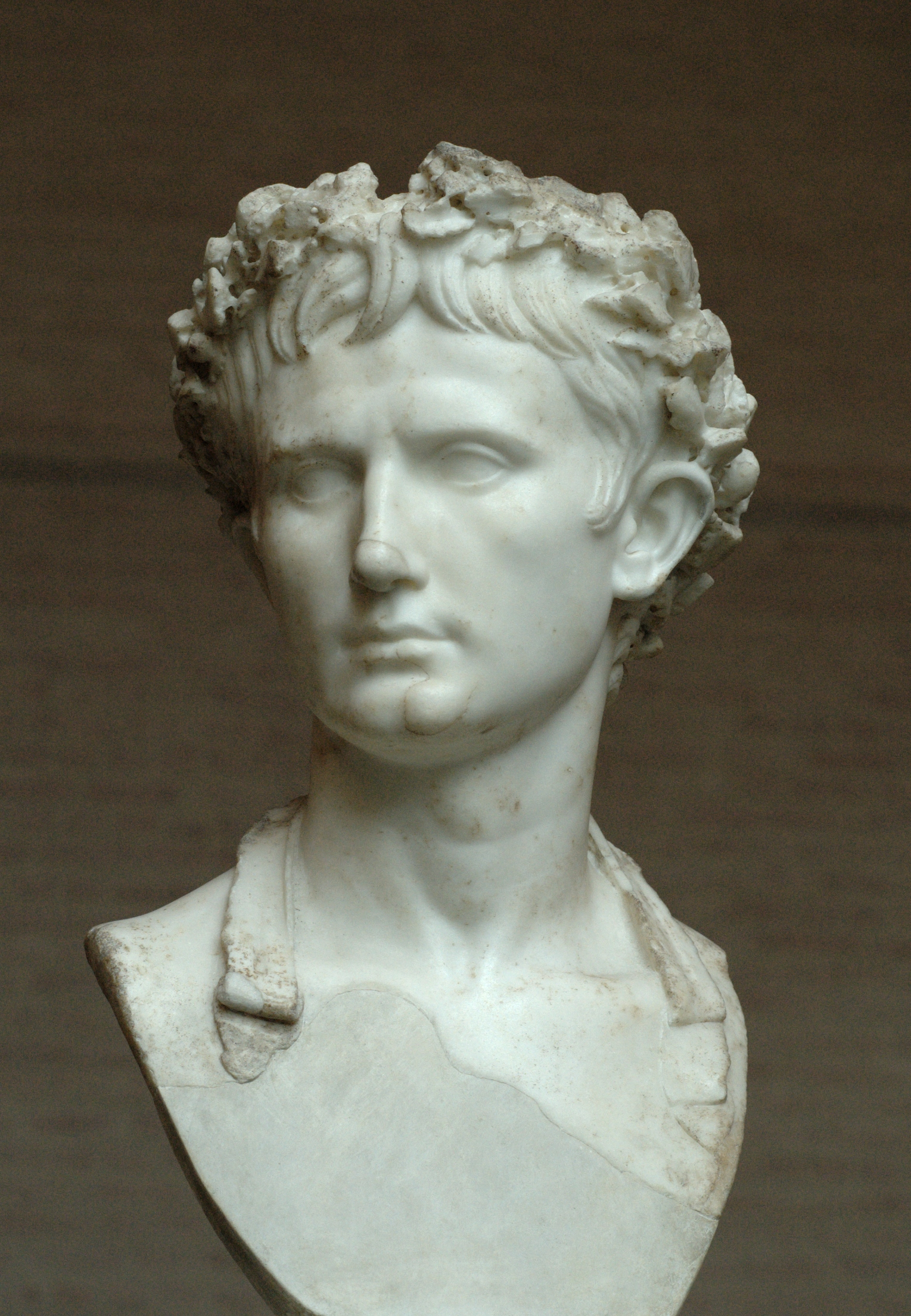
Busto de César Augusto

A conquista romana de território na Hispânia Ulterior, por parte de Décimo Júnio Bruto em 138 AEC, na sua campanha para subjugar os galaicos, é um marco fundamental na história de Conímbriga.
Plínio, no seu recenseamento das tribos do ocidente da Península, fala, abaixo do Vouga, já de ópidos (oppida) "cidades" e não de povos (populi), "tribos". Isto diz-nos que as populações abaixo do Vouga eram maiores e possuíam uma forma diferente de organização, não teriam tantos laços tribais, mas linhagens, tendo sobrevivido registos sobre pelo menos duas: a dos dovilônicos (Dovilonici) e a dos pintões (Pintones).

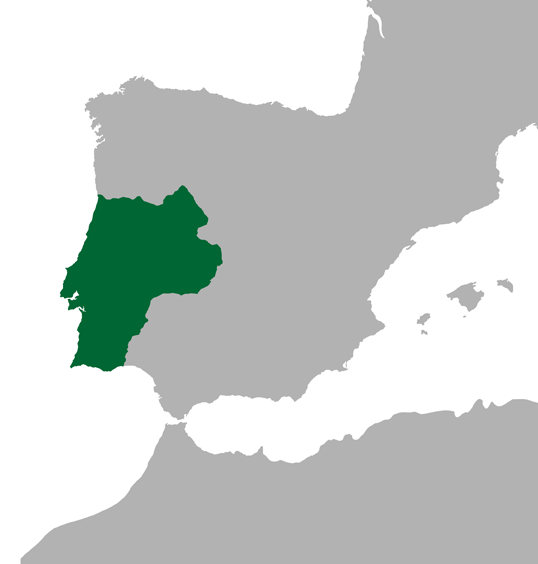
Mapa da província romana da Lusitânia, à qual Conímbriga pertencia.

Seria apenas na época de Augusto que Conímbriga seria reformada, o imperador romano enviou arquitectos para a remodelar e adaptá-la ao urbanismo romano. O fórum foi o primeiro edifício a ser levantado pelos romanos. Logo em seguida, criaram-se as termas da cidade tomando água de Alcabideque. Dotou-se à povoação duma muralha artificial, complementando a natural posição defensiva do assentamento, de dois quilómetros, a linha da muralha dava mais vinte e três hectares para a expansão de Conímbriga. Casas que se encontram junto da muralha, com azulejos, são do século II e III.
Os romanos trouxeram com eles novos elementos da engenharia civil: o mármore, a coluna, o estuque, a argamassa de cal e a pedra esquadria. Isto, aliado à vinda de novos conceitos e métodos, acelerou o crescimento do assentamento e criou um sincretismo arquitectónico entre a antiga tradição local e a moderna romana.
Conímbriga ia avolumando-se cada vez mais, no governo de Vespasiano tornou-se num município entre 70 e 80. Consequência desta expansão da cidade, entre 77 e 78 um cidadão de Conímbriga, M. Júnio Latrão, foi escolhido como sacerdote do culto imperial da Lusitânia, esse mester obrigar-lhe-ia a morar em Emerita Augusta, a moderna cidade de Mérida, a capital da província. Tem-se como provável que tal designação foi feita como preito ao assentamento.
Posteriormente, entre os séculos II e III a cidade entra num período obscuro do qual não nos chegou muito até os nossos dias. Na metade do século III o Império começou a ser invadido por tribos bárbaras, em 262 vararam os Pirenéus e arrasaram o Levante peninsular, não se tem constância de que chegassem até ao litoral atlântico ocidental. Nesse clima de instabilidade as defesas de Conímbriga foram reforçadas e o sistema de águas, incluindo o aqueduto, também.

### Idade Média

A Hispânia romana entre 409 e 429, durante as Invasões bárbaras. Conímbriga está na zona verde e rosa às riscas deste mapa da Península Ibérica.

Embora o Império já estivesse a ser assaltado há muito as ameaças continuavam relativamente longe, quiçá devido à posição geográfica da região, porém, essa calma da qual desfrutara o assentamento acabar-se-ia cedo, em 409 EC os vândalos e o suevos atacaram a Península. Na região da Lusitânia em que se inseria Conímbriga, fixar-se-iam os alanos. Este foi um período muito instável, no qual os bárbaros faziam e desfaziam os acordos com o governo romano e verificava-se uma situação económica desfavorável. Neste clima de desassossego, as famílias mais influentes das cidades tomavam o poder nestas e tornavam-se os seus senhores, no caso de Conímbriga tudo parece indicar que foi entregue à família dos Cântabros.
O assentamento foi em 465 pilhado pelos suevos, que teriam raptado a mulher e a prole do cabeça de família dos Cântabros. Os suevos voltaram em 467 e 468 para arrasar a cidade e a região, o que resultou na desertificação da urbe, tendo a maioria dos habitantes mudado-se para o local correspondente à moderna cidade de Coimbra. Com efeito, em 468 o governador romano de Olissipo, Lusídio, entregou Conímbriga aos suevos.
A cidade entrará num período com pouca informação documental.
Sabe-se que a cidade não seria abandonada desta vez (embora já estivesse em decadência), dado que em 561 era capital dum bispado, o prelado da mesma, Lucêncio, tomou parte no Primeiro Concílio de Braga. Constata-se também que ainda continuava a ter a mesma posição, o mesmo prelado assinou, em 572, a súmula do Segundo Concílio de Braga.
Em 586, a região caiu definitivamente sob domínio visigótico, depois de muito tempo de lutas entre estes e os suevos. Além de assinalar a derrota definitiva do Reino Suevo e a unificação política peninsular baixo o poder visigótico, para Conímbriga foi o fim, o bispo e o grosso dos seus vizinhos deixaram-na e transferiram-se para Emínio (a moderna cidade de Coimbra). Esta derradeira localização muito mais fértil e com um melhor abastecimento de água, bem essencial que começava a escassear para essas alturas em Conímbriga.
Foram encontrados vestígios e moedas da época muçulmana, o que sugere que ainda não havia sido totalmente abandonada. As poucas gentes que ainda moravam nela estabelecer-se-iam no vale vizinho e fundariam Vila Cova, posterior Vila Cova da Condessa Domna Onega, que se tornaria na atual Condeixa-a-Velha: “A cidade foi ocupada até ao século IX. A partir de então, “deixa de se ouvir falar de Conímbriga e começa a ouvir-se falar em Condeixa-a-Velha”.

## Sítio arqueológico

Conímbriga em 1966

O ópido de Conímbriga ocupa um planalto em forma de esporão, cuja base do lado meridional é demarcada pelo Rio dos Mouros.
Este sítio arqueológico foi reconhecido em 1910 como Monumento Nacional através do Decreto de 16 de junho de 1910, DG, n.º 136, de 23 de junho de 1910.
Em 1930, na sequência XI Congresso Internacional de Arqueologia, o Estado português obtém alguns terrenos na estação arqueológica.
Em 1962 no decorrer da investigação das ruínas criou-se o Museu Monográfico de Conímbriga como veículo de transmissão dos novos conhecimentos acerca dos achados à população geral.
As ruínas de Conímbriga são agora classificadas como ZEP (Zona Especial de Proteção) pela Direcção-Geral do Património Cultural. De acordo a DGPC, o status de Zona Especial de Protecção confere ao sítio:

[...] o enquadramento paisagístico do bem imóvel e as perspetivas da sua contemplação, abrangendo os espaços verdes que sejam relevantes para a defesa do respetivo contexto.— Direcção-Geral do Património Cultural
A presente condição de ZEP foi outorgada pela Portaria de 12 de novembro de 1971, publicada no DG, II Série, n.º 277, de 25 de novembro de 1971. Embora o status de Zona Especial de Protecção confira ao sítio um perímetro reservado, o IC3 entra neste, descumprindo a regulação.

### Explorações arqueológicas
Foi no século XIX que se começaram a fazer as primeiras explorações arqueológicas no terreno, as quais continuariam ao longo do século XX até os nossos dias. Em 1873, o Instituto de Coimbra abriu uma secção destinada ao estudo das Ruínas. Em 1898 fazem-se escavações, mas será em 1899 quando se haverão de fazer as primeiras sondagens importantes. O arqueólogo Virgílio Correia fez algumas explorações arqueológicas ao sítio em 1930, também em 1940 foram feitos trabalhos na zona, muitos pela Universidade de Coimbra. Na década de 40 e 50 fazem-se trabalhos de restauro e preservação.
Desde 1964 têm se feito trinta e cinco trabalhos arqueológicos em Conímbriga, numeram-se abaixo:
Década de 1960
- Escavação (1964–1966) — Descoberta do fórum; Responsáveis: Bairrão Oleiro — Robert Etienne
- Escavação (1967) — Escavação total do fórum e parte residencial da cidade; Responsáveis: Jorge Manuel N. L. Alarcão e Silva — Robert Etienne
- Escavação (1968) — Escavação no fórum, nas ruas contíguas e numa casa a setentrião das Grandes Termas Meridionais; Responsáveis: Jorge Manuel N. L. Alarcão e Silva — Maria Adília Rocha Moutinho Alarcão e Silva — Robert Etienne
- Escavação (1969) — Escavação total da esplanada, trabalhos no forum e descoberta de casas rectangulares da Idade da Pedra; Responsáveis: Jorge Manuel N. L. Alarcão e Silva — Maria Adília Rocha Moutinho Alarcão — Silva e Robert Etienne

Década de 1970
- Escavação (1970) — Trabalhos a austral do fórum, no complexo industrial meridional e nas Termas flávias; Responsáveis: Jorge Manuel N. L. Alarcão e Silva, Maria Adília Rocha Moutinho Alarcão e Silva e Robert Etienne
- Escavação (1971) — Escavações nas Termas flávias e em fundos de cabanas e muros pré-romanos; Responsáveis: Robert Etienne

Década de 1980
- Escavação (1988) — Escavações no “Bairro Indígena”, na esplanada do forum flávio e o “Bico da Muralha”; Responsável: Ana Margarida Costa Arruda dos Santos Gonçalves
- Escavação (1989) — Trabalhos no compartimento n.º 7 do “Bairro Indígena”, na parte lesto do “Bico da Muralha” e descoberta de cerâmica manual; Responsável: Ana Margarida Costa Arruda dos Santos Gonçalves

Década de 1990
- Escavação (1991) — Continuação dos trabalhos desenvolvidos pela mesma responsável; Responsável: Ana Margarida Costa Arruda dos Santos Gonçalves
- Escavação (1991) — Investigação para o esclarecimento da forma estrucural e arquitectónica das muralhas da cidade; Responsável: Virgílio Nuno Hipólito Correia
- Escavação (1992) — Determinação das cotas de funcionamento da arena e das maeniana; Responsável: Virgílio Nuno Hipólito Correia
- Escavação (1993) — Continuação da campanha anterior e conclusões; Responsável: Virgílio Nuno Hipólito Correia
- Escavação (1995) — Estudo exaustivo da 'Casa de Cantaber'; Responsável: Virgílio Nuno Hipólito Correia
- Escavação (1996) — Continuação e conclusão da campanha anterior; Responsável: Virgílio Nuno Hipólito Correia
- Conservação e restauro (1996) — Consolidação de mosaicos e estruturas em opus signinum; Responsável: Maria Adília Rocha Moutinho Alarcão e Silva
- Escavação (1997) — Escavação do vestíbulo da 'Casa de Cantaber'; Responsáveis: Maria Adília Rocha Moutinho Alarcão e Silva — Virgílio Nuno Hipólito Correia
- Conservação e restauro (1997) — Consolidação de estruturas e mosaicos, especialmente na 'Casa de Cantaber'; Responsáveis: Maria Adília Rocha Moutinho Alarcão e Silva — Virgílio Nuno Hipólito Correia

Década de 2000
- Sondagem (2001) — Aprofundamento do conhecimento acerca da destruição da Basílica e da construção do fórum flávio; Responsáveis: Jorge Manuel N. L. Alarcão e Silva — Pedro Jorge Cardoso de Carvalho - Virgílio Nuno Hipólito Correia
- Escavação (2001) — Aprofundamento do conhecimento acerca da arquitectura doméstica e das características da mesma; Responsável: Virgílio Nuno Hipólito Correia
- Levantamento (2002) — Continuação da campanha anterior; Responsável: Virgílio Nuno Hipólito Correia
- Levantamento (2002) — Continuação da campanha anterior; Responsável: Virgílio Nuno Hipólito Correia
- Escavação (2002) — Continuação da campanha anterior, intervenção na 'Casa dos Solidi'; Responsável: Virgílio Nuno Hipólito Correia
- Escavação (2002) — Continuação da campanha anterior; Responsável: Virgílio Nuno Hipólito Correia
- Conservação e restauro (2002) — Continuação da campanha anterior, conservação e restauro dos materiais; Responsável: Virgílio Nuno Hipólito Correia
- Escavação (2003) — Continuação da campanha anterior, intervenção na 'Casa dos Solidi'; Responsável: Virgílio Nuno Hipólito Correia
- Escavação (2003) — Continuação da campanha anterior; Responsável: Virgílio Nuno Hipólito Correia
- Escavação (2004) — Intervenção na casa do Mediano Absidiado; Virgílio Nuno Hipólito Correia
- Escavação (2004) — Continuação e conclusão dos trabalhos na 'Casa de Cantaber'; Responsável: Adriaan Louis De Man
- Escavação (2004) — Aprofundamento do conhecimento acerca da Basílica Paleocristã; Responsáveis: Jorge López Quiroga e Virgílio Nuno Hipólito Correia
- Escavação (2005) — Escavação no “Bico da Muralha”; Responsável: Adriaan Louis De Man
- Escavação (2006) — Continuação da campanha anterior; Responsável: Adriaan Louis De Man
- Escavação (2007) — Identificação do muro perimetral do anfiteatro; Responsável: Adriaan Louis De Man
- Escavação (2007) — Documentação dos mosaicos da 'Casa do Tridente e da Espada'; Responsável: José da Silva Ruivo

Década de 2010
- Prospecção (2010) — Estudo e caracterização do ambiente que rodeia o assentamento e a sua ZEP; Responsável: Emanuel Ribeiro
- Escavação (2010) — Aprofundamento do conhecimento acerca da arquitectura doméstica e da sua estrutura; Responsável: José da Silva Ruivo

## Descrição dos conjuntos monumentais

### Muralhas, estradas e pontes
Seria apenas na época de Augusto que Conímbriga seria reformada, o imperador romano enviou arquitectos para a remodelar e adaptá-la ao urbanismo romano. A cidade era defendida por muralhas.

### Aqueduto e nascente de Alcabideque
Castelo de Alcabideque.

### Fórum dotado de Templo, Praça pública, Mercado e Tribunal

#### Fórum (antigo)
O fórum foi o primeiro edifício a ser levantado pelos romanos. Tornou-se no centro da vida na cidade, dado ser nele que se encontravam as autoridades e o comércio. Do lado do poente aos mercantes eram atribuídas nove lojas para o desenvolvimento das funções comerciais. No outro lado, do nascente, achava-se a cúria e a basílica; a primeira era o local de debate entre os dois ou quatro homens-fortes do assentamento, chamados magistros; na segunda, estava o tribunal.

#### Forum (novo)
O novo fórum foi erguido como parte da celebração da promoção de Conímbriga a município. O antigo fórum foi demolido e este substituiu-o. Este novo já não seria palco nem da justiça, nem do comércio. Estava rodeado por altos muros e expunham-se as estátuas dos homens reconhecidos.
Sabe-se que o novo fórum continuaria em pé até ao século V quando se colocou numa das suas zonas uma colossal cisterna.

#### Templo
O templo de Conímbriga encontra-se num sofrível estado de conservação, dele já só restam poucas pedras. O templo era tão pequeno que nele só cabiam as estátuas divinas, não haveria espaço para a realização de ofícios religiosos. Este edifício estava ligado à praça por uma pequena escada lateral.

#### Praça
A entrada à praça era feita varando um arco, daí chegava-se até o templo e uma fonte, podemos inferir que aqui havia um local de culto; do outro lado, do poente, dada a péssima preservação é impossível determinar o seu uso. Os pilares estavam ornamentados com filetes que os dividiam em meia-cana.
A praça tinha um pórtico que a rodeava em três lados diferentes. Mais adiante havia outro pórtico, servia de adito à varanda do templo.

### Palácios, vivendas e bairros populares

#### Casas
As casas em Conímbriga tinham uma forma rectangular e estavam alinhadas, seguindo as regras de urbanismo romano. De destaque são a Casa de Cantaber, a Casa dos Repuxos, a Casa da Cruz Suástica e a Casa dos Esqueletos.

### Anfiteatro, exibindo arena oval e bancadas

#### Anfiteatro
O anfiteatro de Conímbriga, outrora de terra, tinha uma arena oval com mais ou 98 x 86 metros. Para entrar neste recinto, haviam seis túneis no total, três de cada lado.

### Balneários públicos e privados

#### Termas
As termas datam também da época de Augusto. Como não havia nascente em Conímbriga que suportasse o abastecimento de água para as termas, decidiu-se procurar fontes externas de alimentação. Achou-se um poço a um pouco mais de meia légua que poderia suportar a demanda.
O edifício tinha à entrada três divisões para o segurança e os vestuários. O complexo termal de Augusto é relativamente pequeno, mas suficiente para a cidade que crescia. Como era norma romana nos banhos, havia três piscinas; uma de água fria, uma morna de transição e uma de água quente. Fora dos banhos propriamente ditos, o complexo tinha um ginásio.

### Mosaicos geométricos, vegetais e figurativos

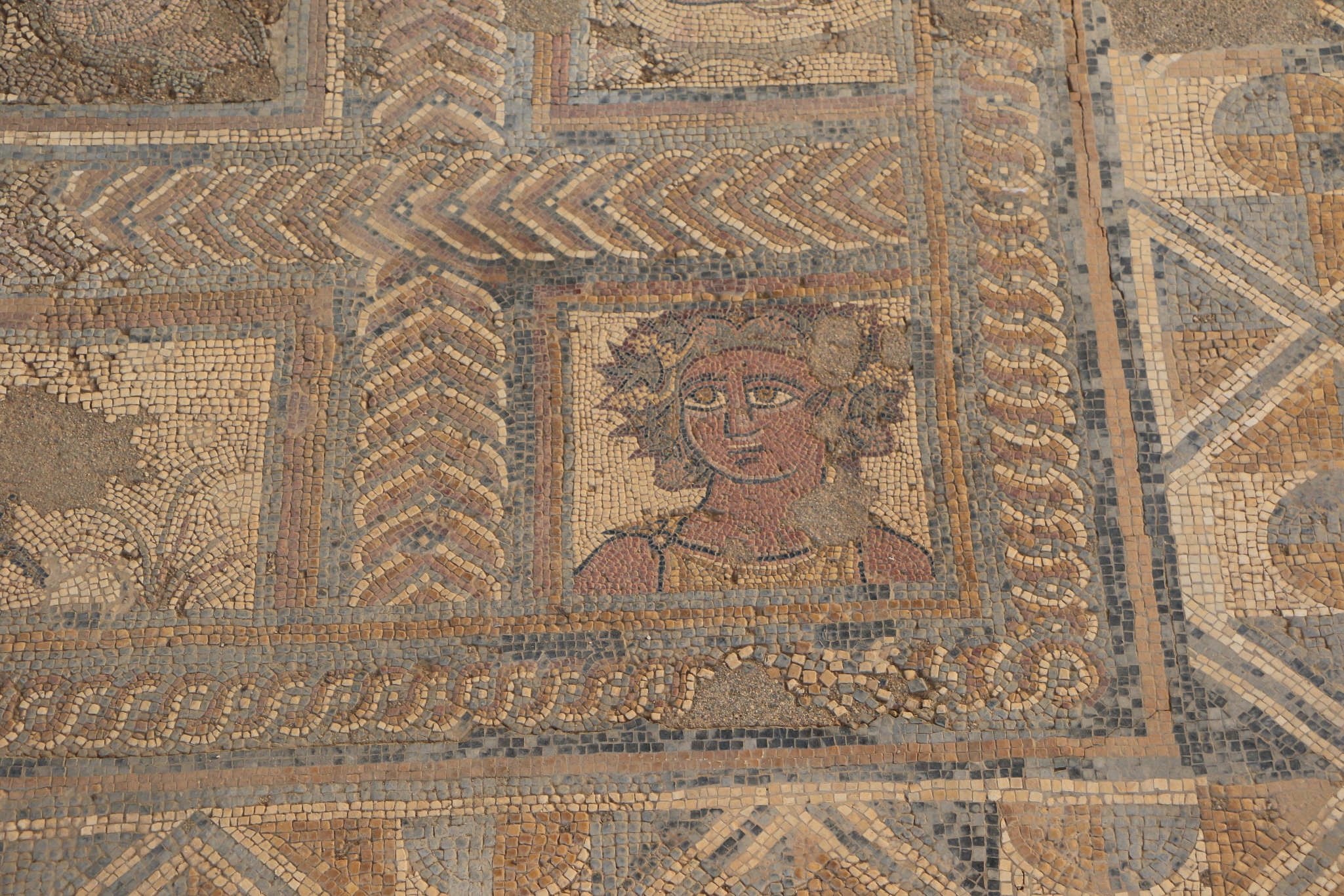
Pormenor dos mosaicos da chamada “Casa dos Repuxos”.

Destacam-se os mosaicos policromos, exibindo motivos geométricos, figurativos e mitológicos, ou representando cenas do quotidiano.

## Património cultural da romanização nas Terras de Sicó

### Museu Nacional de Conímbriga
Anteriormente designado “Museu Monográfico”, o Museu Nacional de Conímbriga é encarregado da divulgação ao pública dos achados do sítio arqueológico e está consagrado inteiramente a este. João Bairrão Oleiro foi responsável pela fundação do Museu Monográfico em 1959 e pela contratação de Jorge de Alarcão e Mário de Castro Hipólito em 1963, aquando do recomeço dos trabalhos arqueológicos anteriormente enumerados. 
Da tutela da Museus e Monumentos de Portugal, EPE desde 1 janeiro de 2024 e anteriormente da extinta Direcção-Geral do Património Cultural (DGPC)

[... ] tem como missão tutelar as Ruínas, promover a sua exposição ao público e prosseguir a investigação arqueológica; [...]
O Museu é dirigido por Vítor Dias, anteriormente por José Ruivo e ainda por Virgílio Hipólito Correia, responsáveis por muitos dos trabalhos e estudos arqueológicos feitos na estação.
Em 2017 o Ministério da Cultura reclassificou o Museu Monográfico de Conímbriga para Museu Nacional. Acerca da decisão, o ministro disse:

É da mais elementar justiça avançar com esta classificação, num museu que é uma referência absolutamente exemplar, um paradigma do património arqueológico mas também da investigação científica neste domínio em Portugal.— Luís Filipe Castro Mendes
Com esta nova classificação o Museu poderá usufruir de fundos comunitários destinados à exploração e estudo das Ruínas de Conímbriga, tudo possível graças ao Protocolo assinado com a DFPC em Junho de 2015 e a colaboração entre o Governo e a Câmara Municipal de Condeixa-a-Nova através do programa de Desenvolvimento Infraestrutural do Programa Museológico de Conímbriga. Os investimentos de valorização dos vestígios perfazem três milhões de euros no total.

### Museu PO.RO.S
O Museu PO.RO.S — Museu Portugal Romano em Sicó, sediado no antigo Solar da Quinta de S. Tomé em Condeixa-a-Nova, tem por missão a divulgação da herança cultural romana nas Terras de Sicó. 
O maciço de Sicó é delimitado pelas serras calcárias das zonas da Serra de Sicó, no eixo Condeixa — Ansião — Alvaiázere, que define a paisagem claramente. As Terras de Sicó, organizam-se atualmente numa associação de desenvolvimento que engloba os territórios de Alvaiázere, Ansião, Condeixa, Penela, Pombal e Soure. 
É de sumo interesse Conímbriga, mas existem ainda outras villae romanas pertencentes ao mesmo enquadramento, merecendo destaque as seguintes: 
- Museu e Villa Romana do Rabaçal (concelho de Penela).[35]
- Villa Romana de Santiago da Guarda (concelho de Ansião).[36]
- Villa Romana de S. Simão (concelho de Penela).[37]
- Villa Romana de Madalena (concelho de Soure).[38]
- Sítio da Eira Velha[39] e Chão de Lamas (concelho de Miranda do Corvo).[40]
- Castellum de Alcabideque (Condeixa).[41]
- Rominha (Alvaiázere).[42]

No mesmo contexto natural é de realçar o baby canyon do Rio dos Mouros, a mata mediterrânica da Bufarda e as zonas de pedreira, que alimentavam a cidade de matéria-prima de construção.  